# Kuiva gränspaddlare
Kuiva gränspaddlare är en kanotklubb i Övertorneå bildad på 1970-talet med verksamhet inom kanotpolo och forspaddling. Klubben har bland annat vunnit riksmästerskapet i kanotpolo 2001, och flera svenska mästerskapsmedaljer i individuella grenar.
Namnet kommer från byn Kuivakangas, som ibland kort kallas Kuiva, och från Torne älv som utgör gräns mellan Sverige och Finland.
En kanotslalombana finns i Kuittasjoki, ån mellan Kuittasjärvi och Torne älv i Svanstein.